# Москва-Каланчёвская
Москва-Каланчёвская (старое название — Москва-Техническая-Курская) — железнодорожная станция Алексеевской соединительной линии Московской железной дороги в Москве. Входит в Московско-Курский центр организации работы железнодорожных станций ДЦС-1 Московской дирекции управления движением. По основному характеру работы является пассажирской технической, по объёму работы — внеклассной.

## История

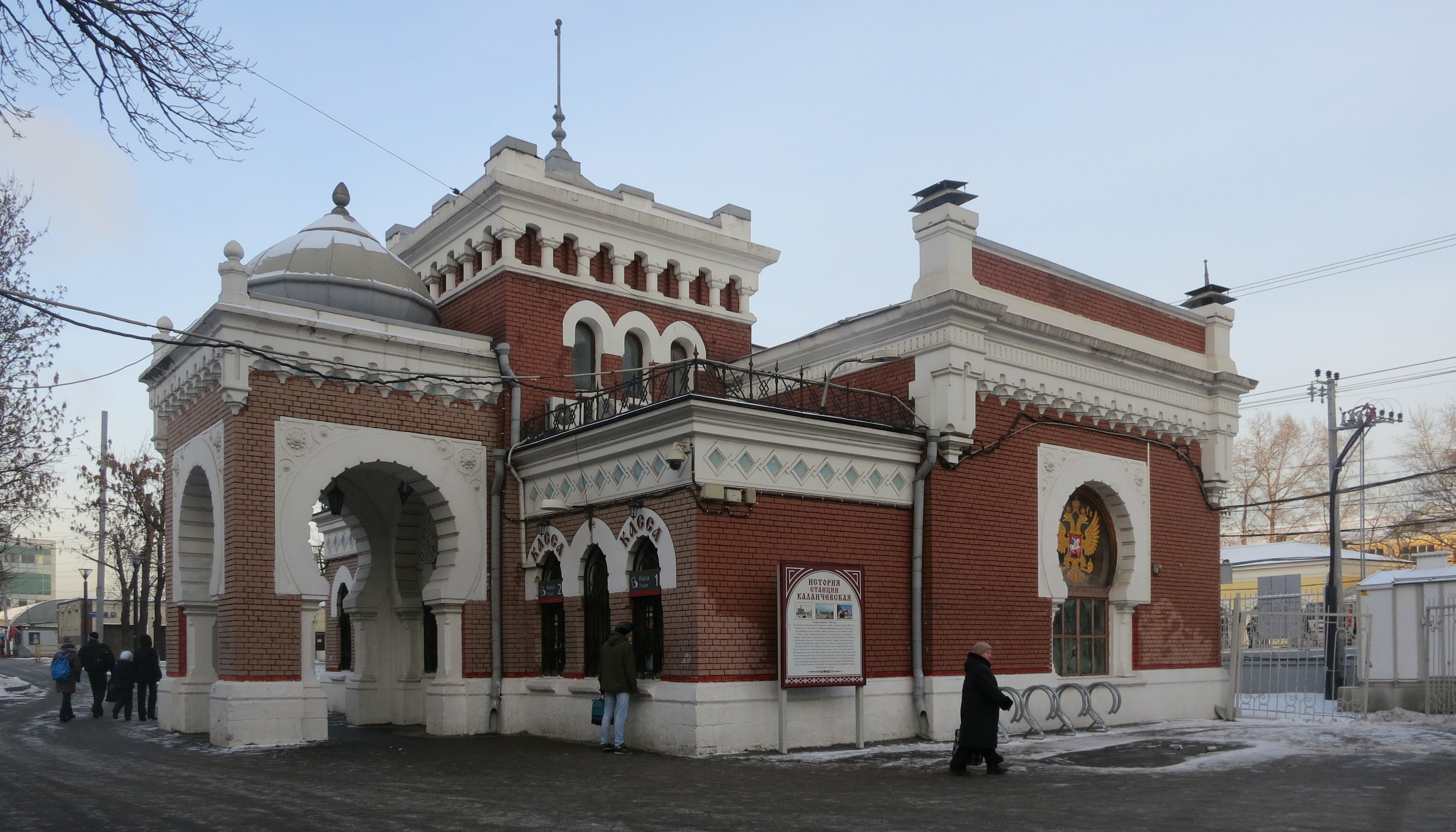
Современный вид Императорского железнодорожного павильона

Станция была введена в эксплуатацию в 1865 году.
В 1896 году на месте у нынешнего остановочного пункта Площадь трёх вокзалов было построено здание Императорского железнодорожного павильона для предполагавшегося приёма коронационного поезда Николая II.

## Описание
Станция простирается от Крестовского путепровода на северо-западе (граница со станцией Москва-Рижская) до путепровода через Комсомольскую площадь на юго-востоке (далее перегон к станции Москва-Пассажирская-Курская). В границах станции три остановочных пункта:
- Площадь трёх вокзалов в юго-восточной горловине
- Рижская в северо-западной горловине
- Правительственный вокзал — парк «Б»

Остановочный пункт Площадь трёх вокзалов расположена в пешеходной доступности от трёх вокзалов (Ярославского, Ленинградского и Казанского) и станции метро «Комсомольская». На платформе останавливаются электропоезда Курского, Рижского, Киевского и Горьковского направлений МЖД, а также поезда городских линий МЦД-2 и МЦД-4; платформа является конечной для нескольких пар электропоездов. Ранее, до 21 ноября 2019 года существовало движение с Курского на Смоленское (Белорусское) направление, но оно было приостановлено..
В парке «Б» железнодорожной станции (Индустриальный переулок, дом 9) находится так называемый Правительственный вокзал, откуда отправлялись литерные поезда с руководителями государства.
На территории станции также расположены «Вагонный участок центрального направления», депо Московской железной дороги ТЧЭ-1 «Москва-Курская», вагонный участок Москва-Каланчёвская (ЛВЧ-1). Главные пути станции огибают все парки: на Москву-Рижскую с северо-востока, на Москву-Курскую с юго-запада.
Станция находится в подчинении Начальника станции Москва-Каланчёвская Московской Дирекции управления движением. На территории станции в вагонном участке Москва-Каланчёвская (ЛВЧ-1) занимаются подготовкой поездов дальнего следования к рейсу на южное направление, производят подготовку составов как поездов дальнего следования московского формирования (принадлежности), так и поездов, прибывших с юга. Кроме того, работники ЛВЧ-1 пополняют продуктами вагоны-рестораны, пассажирские вагоны пополняются углем, водой, постельными принадлежностями. Работает большой коллектив различных служб по подготовке и ремонту вагонов. Производится смена локомотивов.

## Наземный общественный транспорт
На этой станции можно пересесть на следующие маршруты городского пассажирского транспорта: